# Silent Hill (film)
 For alternative betydninger, se Silent Hill. (Se også artikler, som begynder med Silent Hill)
Silent Hill er en gyserfilm fra 2006 produceret af Christophe Gans med manuskript af Roger Avary. Der er tale om en filmatisering af PlayStationspil-serien Silent Hill, hvor handlingen primært bygger på det første spil i serien.

## Handling
Filmen handler om moderen Rose Da Silva (Radha Mitchell) søgen på sin datter Sharon (Jodelle Ferland), der forsvinder i den uhyggelige spøgelsesby Silent Hill. Sammen med den kvindelige politibetjent Cybil Bennett (Laurie Holden) begiver de sig af sted sammen.
Flere gange møder moderen spøgelsespigen Alessa (Jodelle Ferland) og hendes mor. Det viser sig, at Alessa prøver at vise Rose hele sin barndom, fra skoletiden, til voldtægten, og til dengang hun fik Sharon. Alessa valgte at bortadoptere Sharon. Nogle år efter adopterede Rose og hendes mand Christopher Da Silva (Sean Bean) barnet.
En gang i mellem lyder et højt signal, der varsler det skræmmende skifte mellem Fog World (en dimension i Silent Hill) (Tåge-verdenen) og Other World (En anden og mere skræmmende dimension med monstre etc..) (Den anden verden), hvor folk bliver kastet ind i en mareridts verden, noget som Alessa bruger til at fange de mennesker der brændte hende.
De vælger at søge tilflugt i byens kirke, da dette er det eneste sted man kan være i sikkerhed. Her møder de to kvinder en pige ved navn Anna (Tanya Allen), som bliver offer for en mand med en Pyramideformet hjelm.
Det viser sig, at Alessa blev brændt som heks, da hun var barn, og fordi Sharon og Alessa ligner hinanden, så tror folkene i Silent Hills at Sharon er Alessa, og de vil have Sharon brændt på bålet, og det vil Rose forhindre.
- Den fanatiske kult bruger nogle til at holde øje med fuglene og når de kan se at der går panik i dem, så starter de en sirene som advarer om den skræmmende forvandling mellem Fog World og Other World.